# ونگوارد (کالیفرنیا)
ونگوارد، کالیفرنیا (به انگلیسی: Vanguard, California) یک محدوده ثبت‌نشده در ایالات متحده آمریکا است که در شهرستان‌های فرسنو و کینگز ایالت کالیفرنیا واقع شده‌است.

## خصوصیات
ونگوارد ۷۷ متر بالاتر از سطح دریا واقع شده‌است.